# Де Марки, Карло
Карло Де Марки (итал. Carlo De Marchi, 25 марта 1890, Турин, Италия — 1972) — итальянский футболист, игравший на позиции полузащитника. Известный по выступлениям за клуб «Торино», а также национальную сборную Италии.

## Клубная карьера
Во взрослом футболе дебютировал в 1909 году выступлениями за команду клуба «Торино», цвета которого и защищал на протяжении всей своей карьеры, которая длилась четырнадцать лет.

## Выступления за сборную
В 1912 году дебютировал в официальных матчах в составе национальной сборной Италии. В течение карьеры в национальной команде провёл в её форме только один матч. В составе сборной был участником футбольного турнира на Олимпийских играх 1912 года в Стокгольме.